# حدثا
حدثا كانت قرية فلسطينية تبعد 12 كم جنوب غرب مدينة طبريا وعلى بعد 12 كم منها، وإلى الشرق من جبل الطور على بعد نحو 10 كم منه، على ارتفاع 225 مترًا عن سطح البحر. وكانت تحيط بها القرى المهجرة التالية: معذر وعولم وسيرين.
بلغت مساحة أراضيها عام 1945م 10,340 دونمًا.

## المعنى
حدثا كلمة سريانية بمعنى حديثة أي جديدة. وثمة رأي يقول إن القرية تقوم على «عين حدّه» الكنعانية.

## سكان القرية
كانت الحدثة في بداية العهد العثماني قرية صغيرة تابعة لناحية طبريا في لواء صفد. حسب دفتر ضريبة عثماني مؤرخ في عام 1596م يُقدّر عدد سكانها 110 نسمات. هؤلاء اعتمدوا في معيشتهم على زراعة الحنطة والشعير وعلى تربية الماعز والنحل. كانت أراضي القرية مكونة من 24 قيراطًا جميعها وقف.
في القرن التاسع عشر بلغ عدد سكان حدثة 150، وفي سنة 1922م ارتفع عددهم إلى 333 شخصًا، وفي عام 1931 بلغوا 368 ولهم 75 بيتًا، وفي عام 1945م ارتفع عددهم إلى 520 مسلمًا، ويقدر عددهم في عام 1948 ب 603 أنفار.

## الحمائل
يعود أصل سكان الحدثة إلى قرية كوكب أبو الهيجاء، وينتمون إلى عائلة أبو الهيجاء المشهورة من نسل محمد أبو الهيجاء، منهم الطواهي (طه) وزعيمهم قاسم محمد، الدواهدة (داهود) وزعيمهم محمود الخطيب، سعد وزعيمهم محمود عبد اللطيف، حسين وزعيمهم الحاج مصطفى. في عهد الانتداب اختلفوا حول المخترة ثم تصالحوا على تعيين محمود عبد اللطيف مختارًا للقرية.

## التربية والتعليم
أنشأ العثمانيون في عام 1315ه/ 1897م في قرية الحدثة مدرسة إلا أنها لم تستمر في عملها إبان الحكم البريطاني. كان نمر المحمود يعلم الصبية في الكتاب، ومن أراد إكمال دراسته ذهب إلى طبرية أو الناصرة. بنوا مسجدًا في القرية لكن لم يكن هناك خطيب عالم يؤم بالناس

## تاريخ القرية
كانت القرية المبنية بين واديين صغيرين، تقع إلى الشرق والغرب من تل صخري خفيف الانحدار. وكان يحف بها حوض تغذيه عدة أنهر صغيرة تحمل اليه مياه الأمطار من المرتفعات المجاورة فتختلط لتصب في وادي البيرة، الذي يرفد بمياهه نهر الأردن. وكان ثمة إلى الشرق من الموقع نبع يمد سكانها بالمياه العذبة للشرب. وكانت طريق فرعية تصل حدثا بقرية كفر كما، التي تقع على طريق عام يؤدي إلى سمخ في الطرف الجنوبي لبحيرة طبريا. في سنة 1596 كانت حدثا قرية في ناحية طبرية (لواء صفد) وعدد سكانها 121 نسمة وكانت تؤدي الضرائب على عدد من الغلال كالقمح والشعير بالإضافة إلى عناصر أخرى من الإنتاج والمستغلات كالماعز وخلايا النحل.
في أواخر القرن التاسع عشر كانت حدثا قرية مبينة بالحجارة على قمة تل. وكان سكانها المئة والخمسون يزرعون العنب والتين والزيتون وفي عهد الانتداب البريطاني كانت القرية على شكل مثلث. وكانت منازلها تنتشر في اتجاه الشمالي الغربي في موازة الطريق المؤدية إلى كفر كما. وكان سكان حدثا من المسلمين السنة باستثناء مسيحي واحد ودرزي واحد. وقد أنشئت فيها مدرسة ابتدائية سنة 1897 في أثناء العهد العثماني، الا إنها أغلقت أبوابها أيام الانتداب البريطاني. أما الزراعة كانت تعتمد على الزيتون والخضروات. وكانت أشجار الزيتون في معظمها مغروسة في المرتفعات الواقعة شمالي القرية وشرقيها في حين كانت الخضراوات تزرع في الأراضي الواقعة شرقي القرية وغربيها وجنوبيها. في 1944/1945، كان ما مجموعه 8379 دونما مخصصا للحبوب،199 دونما مرويا أو مستخدما للبساتين. وكانت حدثا تحتل موقعا أثريا يحتوي على بنية من الحجارة المعقودة فوق نبع، فضلا عن بقايا معصرة.

## وصلات خارجية
- حدثا ترحب بكم
- مقابلة مع الحاج احمد أبو الهيجاء حول قرية الحدثة